# 大棘角鲂鮄
大棘角鲂鮄（学名：Pterygotrigla hemisticta），即尖棘角魚，为角魚科角魴鮄屬下的一个种。分布于日本、印度洋以及中国南海、东海等海域，屬于底层海鱼。该物种的模式产地在长崎。

## 扩展阅读
維基物種上的相關：大棘角鲂鮄